# Laguna de Arriba
Laguna de Arriba är en ort i Mexiko.   Den ligger i kommunen Guadalupe och delstaten Zacatecas, i den centrala delen av landet, 500 km nordväst om huvudstaden Mexico City. Laguna de Arriba ligger 2 220 meter över havet och antalet invånare är 415.
Terrängen runt Laguna de Arriba är platt åt sydost, men åt nordväst är den kuperad. Runt Laguna de Arriba är det ganska tätbefolkat, med 160 invånare per kvadratkilometer. Närmaste större samhälle är Zacatecas, 12,4 km väster om Laguna de Arriba. Omgivningarna runt Laguna de Arriba är i huvudsak ett öppet busklandskap.